# Charis Juničev
Charis Charisovič Juničev (in russo Харис Харисович Юничев?; Soči, 7 agosto 1931 – 12 febbraio 2006) è stato un nuotatore sovietico, dal 1992 russo.

## Carriera
Specializzato nella rana, arrivò terzo nella distanza dei 200m alle Olimpiadi di Melbourne 1956, divenendo il primo uomo sovietico di sempre a conquistare una medaglia ai Giochi Olimpici.

## Palmares

### Competizioni internazionali
- Olimpiadi

Melbourne 1956: bronzo nei 200m rana.